# Juan Cano y Cano

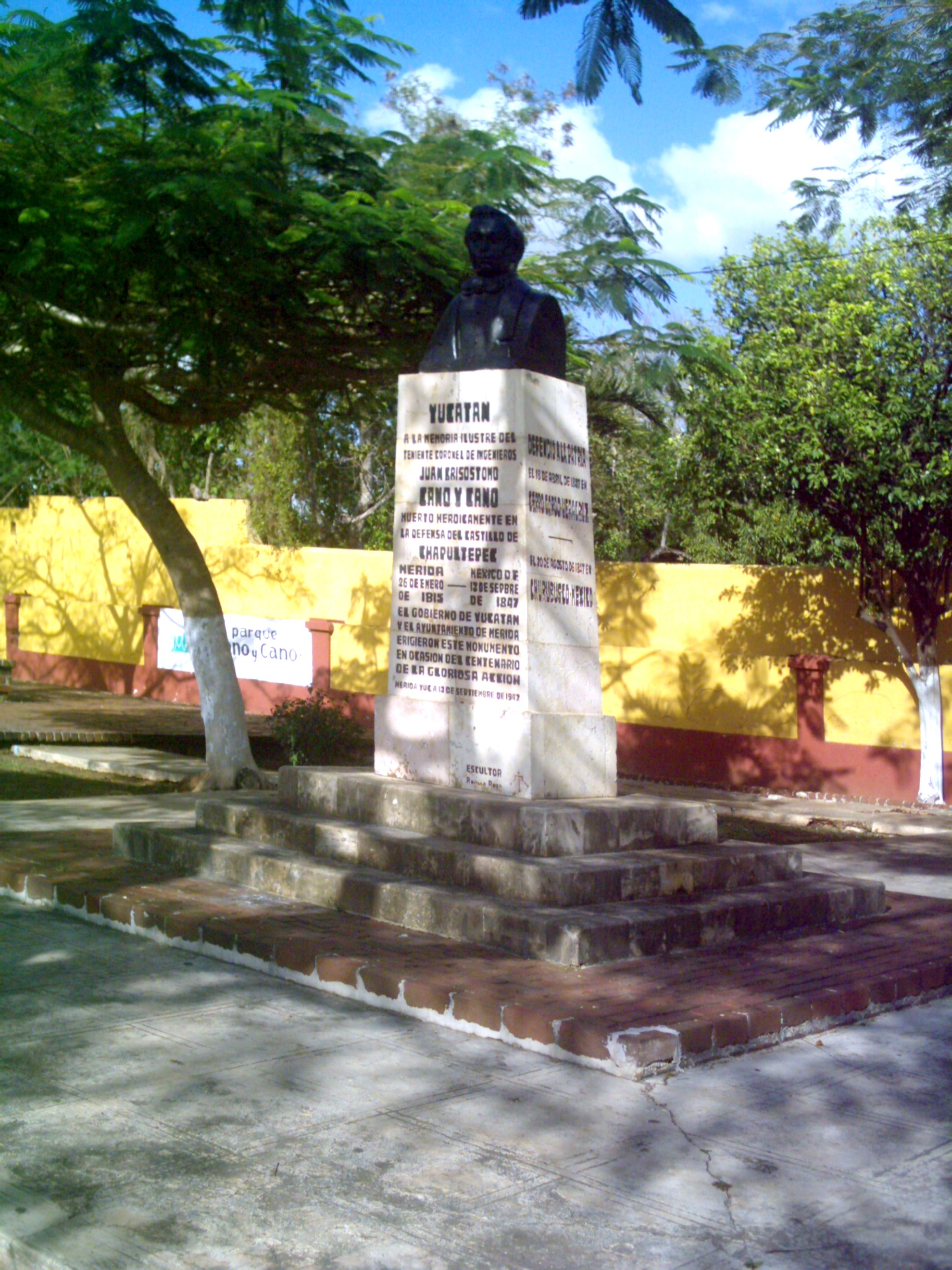
Busto del General Juan Crisóstomo Cano y Cano realizado por el escultor Romulo Rozo.

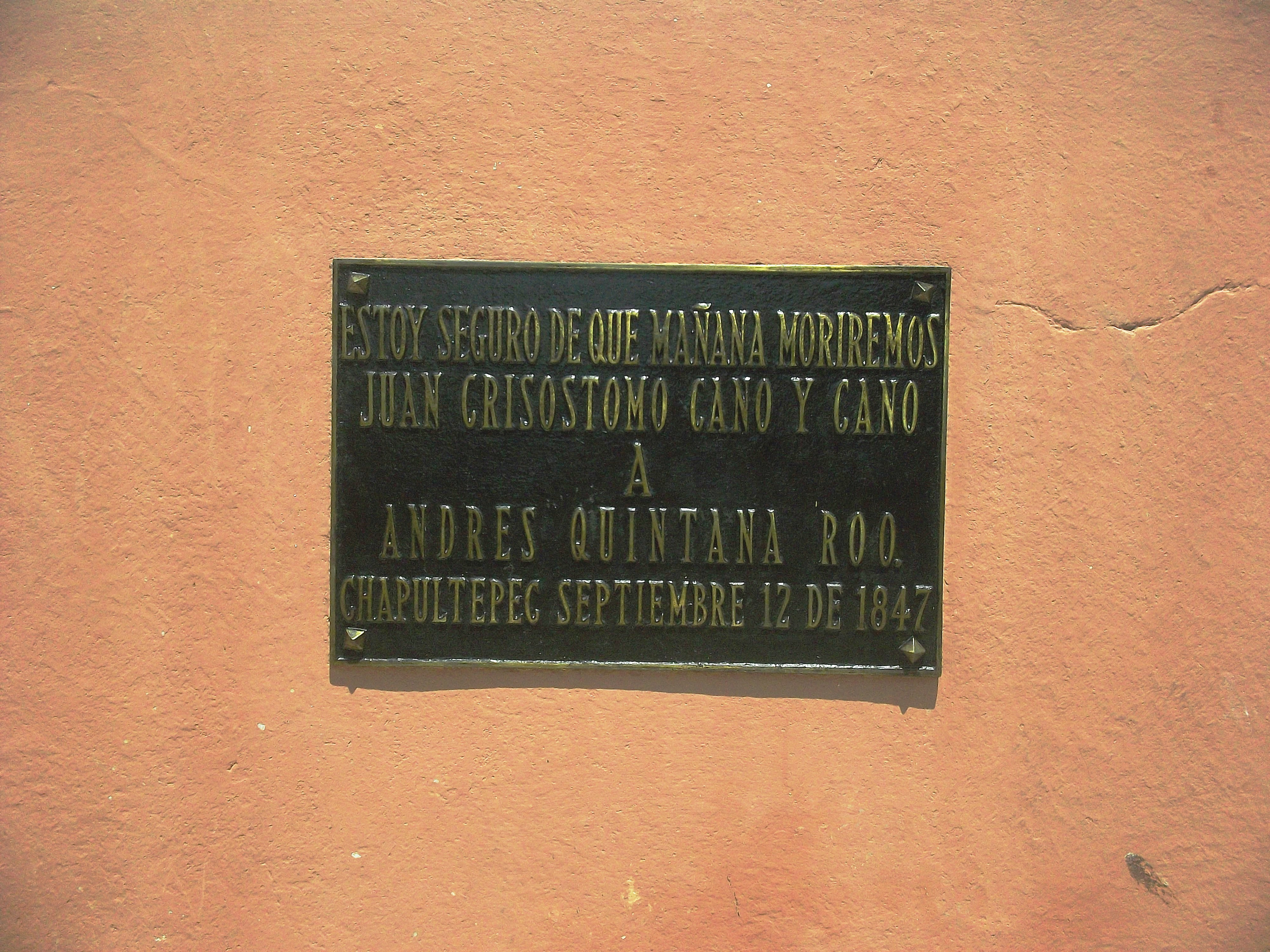
Cita del General Juan Crisóstomo Cano y Cano.

Juan Crisóstomo Policarpo Cano y Cano (Mérida, Yucatán, 21 de febrero de 1815 - Ciudad de México. 13 de septiembre de 1847) fue un ingeniero y militar mexicano que participó en la Guerra de los Pasteles y que murió durante la intervención estadounidense en México.

## Semblanza biográfica
Sus padres fueron Pedro Bernardo Cano y María Paula Cano. A los trece años de edad viajó Nueva York para ingresar al colegio Peugnet Hermanos en el cual estudió durante tres años. En 1833, regresó a México y casi de inmediato se trasladó a Europa para continuar sus estudios en ingeniería en la École centrale Paris. Fue condiscípulo de Lorenzo de Zavala, en cuya casa conoció a Anastasio Bustamante quien lo ayudaría más adelante a unirse al Ejército Mexicano con el grado de teniente. Poco después recibió una invitación semejante por parte del gobierno de Luis Felipe I de Francia para unirse como capitán de ingenieros franceses, sin embargo declinó esta opción.
En 1838 regresó a Yucatán. Después de visitar a su familia, se dirigió a Tabasco y de ahí al puerto de Veracruz, el cual se encontraba bloqueado por tropas francesas debido al conflicto conocido con el nombre de Guerra de los Pasteles. En 1841 combatió a los federalistas que se habían sublevado en contra del gobierno centralista en la sierra de Querétaro. Fue ascendido a teniente coronel. 
Juan Crisóstomo dirigió poco después las obras de construcción del camino de México a Acapulco. Se ignora la razón por la que decidió exiliarse en La Habana, pero se sabe que en 1844 regresó a México, se puso al servicio del gobierno de Antonio López de Santa Anna y dirigió las obras de fortificación de la Ciudad de México. En enero de 1846 triunfó una revuelta acaudillada por el general Paredes que depuso a Santa Anna y que convocó a los representantes de los departamentos (era el México centralista) para elegir a un nuevo presidente. Correspondió a Juan Cano y al obispo Manuel José Pardío representar a Yucatán en el cónclave del que salió electo presidente interino de México Mariano Paredes y Arrillaga.
El 8 de septiembre de 1847 —durante la intervención estadounidense en México— participó en la batalla del Molino del Rey. Murió el 13 de septiembre del mismo año en la batalla de Chapultepec.